# Maestro Espressionista di Santa Chiara
Il Maestro Espressionista di Santa Chiara (... – XIV secolo) è stato un pittore italiano della scuola di Giotto, attivo in Umbria tra la fine del Due e i primi decenni del Trecento.

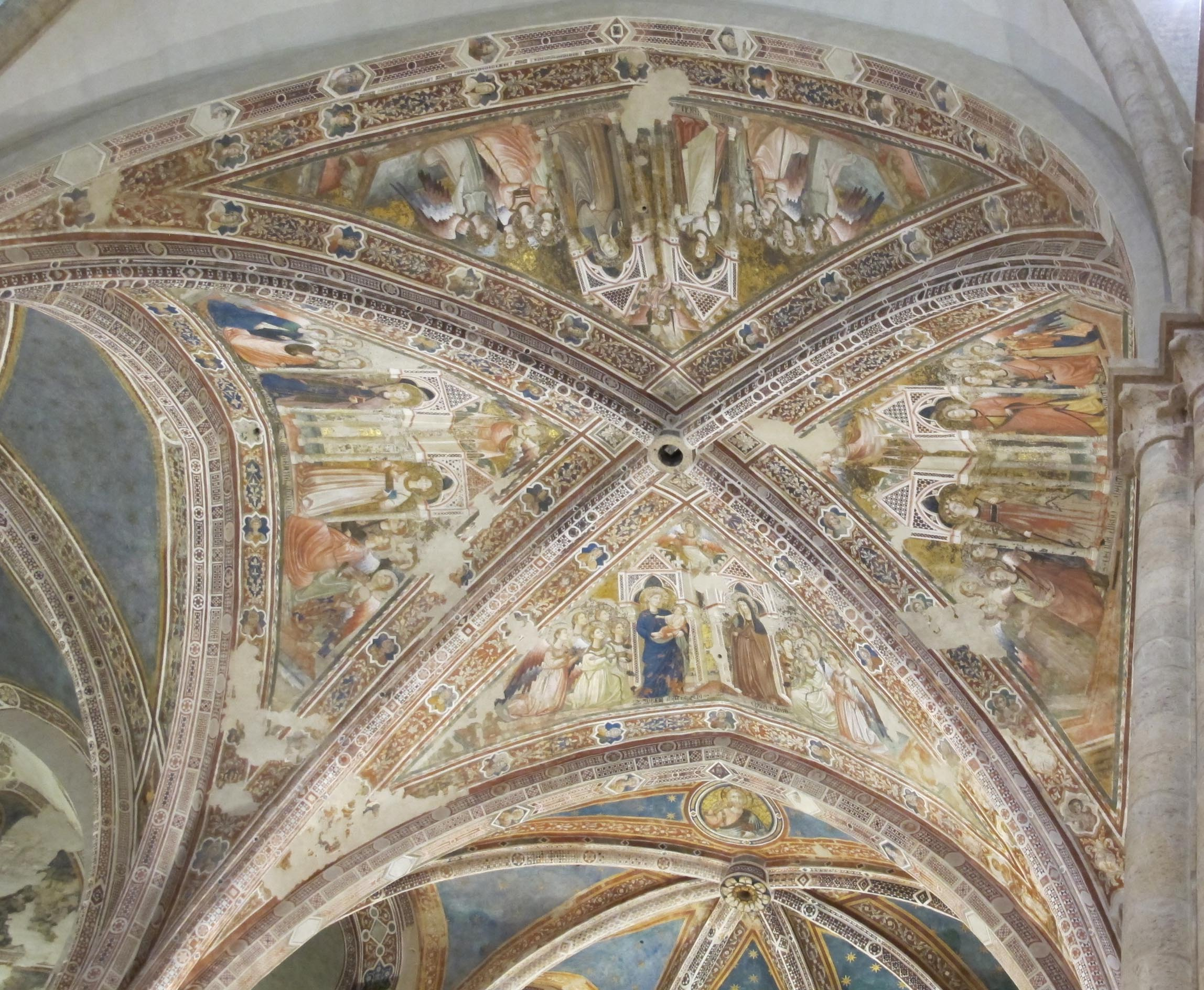
Volta della basilica di Santa Chiara

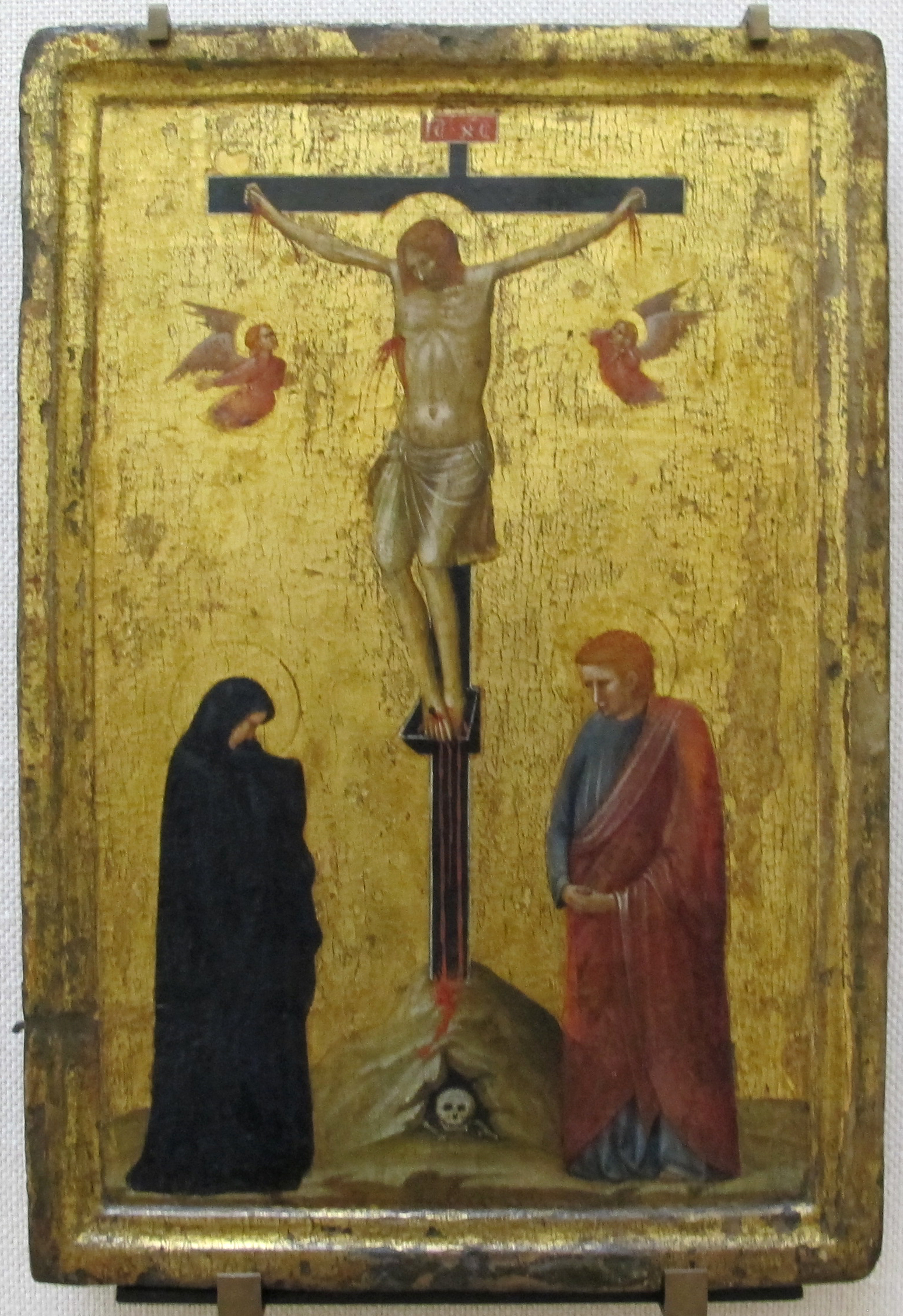
Crocifissione del Louvre

La denominazione si riferisce agli affreschi frammentari nel braccio destro del transetto (Giudizio finale, Sposalizio della Vergine, Annuncio a Gioacchino, Strage degli Innocenti, Fuga in Egitto, Gesù nel Tempio, Morte ed Esequie di santa Chiara) e quelli nelle vele della crociera principale (Maria e santa Chiara, Sante Agnese vergine sorella di Chiara e Agnese martire, Sante Caterina d'Alessandria e Margherita d'Antiochia, Sante Lucia e Cecilia) della basilica di Santa Chiara ad Assisi, e non va confuso col Maestro di Santa Chiara, pittore invece pregiottesco la cui opera eponima pure si trova nella stessa basilica, una tavola con la figura di Santa Chiara e storie della sua vita.

## Attività
Fu Thode, all'inizio del Novecento, a delineare questa personalità anonima per primo, seguito da Roberto Longhi (1963) che lo credette fiorentino e lo definì "agrodolce espressionista" circoscrivendo la sua attività ad Assisi tra il 1315 e il 1330.
Già a quell'epoca gli era riferito il Trittico con Crocifissione e santi nella cappella del Sacramento di Santa Chiara, a cui Longhi aggiunse il dittico con Crocifissione e Madonna in trono tra angeli al Louvre. Luciano Bellosi (1966 e 1974) invece riferì l'artista all'ambito umbro, e propose di fonderlo con Maestro del Crocifisso di Montefalco, estratto da Previtali (1967) da alcune opere umbre già attribuite al Maestro della Santa Cecilia. Bellosi riferì dunque alla fase giovanile del Maestro Espressionista il crocifisso della pinacoteca comunale di Montefalco e quello nel museo civico di Assisi, con datazione ai primi del Trecento. Tale data è in genere accettata anche per gli affreschi di Santa Chiara, con l'eccezione di Angelini (1988) che li riferì addirittura alla fine del Duecento, datando le Storie di san Francesco nella basilica superiore al 1292.
Boskovits (1981) gli riferì anche una parte degli affreschi della sala dei Notari nel palazzo dei Priori a Perugia (1296-1297), ipotesi non confermata da Bellosi. Più probabilmente è da registrare la sua partecipazione agli affreschi della Cappella di San Nicola nella basilica inferiore di Assisi, assieme al Maestro di San Nicola. Alcuni poi leggono un suo possibile intervento in alcune storie della vicina cappella della Maddalena, generalmente riferita a Giotto e la sua bottega.
Tra le altre opere ad esso attribuite, una croce nella collezione Stoclet di Bruxelles, una nella chiesa di Sant'Andrea a Spello, una al museo di Cleveland, una a Roma (Museo nazionale di Palazzo Venezia), quattro tavole in collezione privata pubblicate da Previtali (1967, S. Francesco, Cristo benedicente, Santa Caterina, la Maddalena che riceve le vesti, per Bellosi solo quest'ultima), un San Tommaso (Bologna, collezione privata, post 1323), e un frammento di affresco nel Duomo di Assisi. Gli sono inoltre riferite alcune opere a Gubbio: gli affreschi della cappella Sforzolini nella chiesa di San Francesco,  due dipinti nella cassa di Sant'Ubaldo in Santa Maria Nuova e la Maestà della Confraternita dei Battuti Bianchi, sulla facciata di Santa Maria dei Laici.
Il quadro che emerge è quello di un artista che a partire dall'esempio diretto di Giotto, se ne distacca gradualmente verso un maggiore coinvolgimento espressivo e patetico dei personaggi, ispirandosi al gusto più smaccatamente gotico transalpino.
Tra i tentativi di assegnargli un'identità, si registra quella di Neri Lusanna (1977) che porpose il nome di Palmerino di Guido, assistente di Giotto forse originario di Gubbio, citato in documenti del 1301, 1307, 1309 e 1321, o forse suo figlio Guiduccio Palmerucci, a cui Longhi riferì la produzione tarda associata al Maestro espressionista. Un altro documento anteriore al 1299 cita ad Assisi un certo Palmerino pittor de Senis, quindi senese. Un'altra ipotesi (Marchini, 1973; Manuali, 1982) fa il nome del maestro vetraio Angioletto, citato anche come pittore.
Appare invece tramontata l'ipotesi di identificare il maestro espressionista con il Maestro delle Vele, artista a lui vicino, così come col cosiddetto Parente di Giotto.